# Гуния, Автандил Леванович
Автанди́л Лева́нович Гуния — советский хозяйственный, государственный и политический деятель, доктор экономических наук, профессор, академик АН Грузинской ССР.

## Биография
Родился в 1912 году. Член ВКП(б) с 1939 года.
Выпускник Московского института народного хозяйства имени Г. В. Плеханова. С 1939 года — на хозяйственной, общественной и политической работе. В 1939—1972 гг. — преподаватель политической экономии в Высшей партийной школе при ЦК ВКП(б), в партийной школе при ЦК КП(б) Грузии, министр культуры Грузинской ССР, заведующий отделом политической экономии, заместитель директора по научной работе Института экономики и права Грузинской ССР.
Избирался депутатом Верховного Совета СССР 4-го созыва.

## Сочинения
- Воспроизводство рабочей силы в промышленности Грузинской ССР — Тбилиси, 1961.
- О темпах и пропорциях социалистического воспроизводства в экономике Грузии — Тбилиси, 1966.
- Директивы XXIIII съезда КПСС о развитии промышленности в новой пятилетке — Тбилиси, 1967.
- Народное хозяйство Грузии в 1921—1967 гг. — Тбилиси, 1967 (соавтор).